# نزيهة محيي الدين
نزيهة مُحيي الدين (بالتركية: Nezihe Muhiddin) (باللغة التركية الحديثة: Nezihe Muhittin) (من مواليد 1889 - وتُوفيت في 10فبراير 1958) هي ناشطة عثمانية وتركية ناضلت من أجل حقوق المرأة، وصحفية، وكاتبة وزعيمة سياسية.
تعتبر نزيهة مُحيي الدين أول من أسس حزب في جمهورية تركيا، حزب النساء الشعبي في يوليو 1923. تأسس حزب المرأة الشعبي من أجل الدفاع عن الحقوق السياسية والاجتماعية للمرأة . وبسبب الوضع السياسي خلال ذلك الوقت، لم يتم الاعتراف به رسمياً من قِبَل الدولة التركية الحديثة.
أسست نزيهة مهدي الدين بعد ذلك اتحاد النساء التركي، الذي استمر في الضغط من أجل تحقيق المساواة السياسية بين الجنسين. قرر الاتحاد في عام 1927 الترويج لمرشح نسوي من الذكور لمناصرة حقوق المرأة في البرلمان، لكنه لم ينجح.
كانت نزيهة محي الدين تهدف إلى «رفع الأنوثة إلى مستوى حديث وعالٍ من خلال النهوض بها في المجالات الفكرية والاجتماعية». في وقت لاحق من عام 1924، قامت نزيهة محي الدين بتأسيس مجلة طريقة المرأة التركية - Türk Kadın Yolu، وأصدرت 18 إصدارًا. كان محتوى المجلة بشكل خاص حول الإعلان عن مطالب المرأة السياسية.
على الرغم من حقيقة أن حقوق المرأة السياسية لم يتم الاعتراف بها إلا في عام 1925، فقد تم ترشيح نزيهة محيي الدين من قِبَل الاتحاد النسائي التركي لمنصب نائب الرئيس جنبًا إلى جنب مع خالدة أديب. كان الهدف من ذلك هو التأثير على الجمعية الوطنية الكبرى في تركيا للحصول حول حق المرأة في التصويت من خلال طرح القضية على جدول الأعمال خلال الانتخابات. ومع ذلك، رفض حزب الشعب الجمهوري ترشيحهم. جاء وفقاً لبعض المصادر أن ثورة الشيخ سعيد أصبحت عذرًا حديثًا لتجاهل المطالب السياسية للمرأة.

## مؤلفاتها

### كتب
- الشباب المفقود
- نفسي هي منجم
- ملكة الجمال
- الذئب الرمادية
- لاندرو في إسطنبول
- اليراعات (ذباب النار)
- هذا ينتهى الحب
- نموذج عارية
- طفل إزمير
- امرأة واسترل
- كانت ليلة صيفية
- الأفعى الجرسية
- قلبي ينتمي لك
- الخروج ليكون الصباح
- جين جليسيكسين (ستعود)
- (اهدأ، قلبي، اهدأ!)
- المرأة التركية

## روابط خارجية
- Historical Roots of the Turkish Women's Movement
- Late Ottoman and Early Turkish women activists. Yeni Şafak Newspaper Article in Turkish.
- Ottoman Women's Movement, Turkish article in Radikal Newspaper
- Muhiddin, life and books. Radikal Newspaper Article in Turkish.
- Bir milletin nisvânı, derece-i terâkkisinin mizânıdır. SesOnline Article by Ayse Hur in Turkish

{{شريط بوابات|الدولة العثمانية|السياسة|المرأة|السياسة|المرأة|}تركيا}